# Thelairosoma atrum
Thelairosoma atrum là một loài ruồi trong họ Tachinidae.